# Earthscan

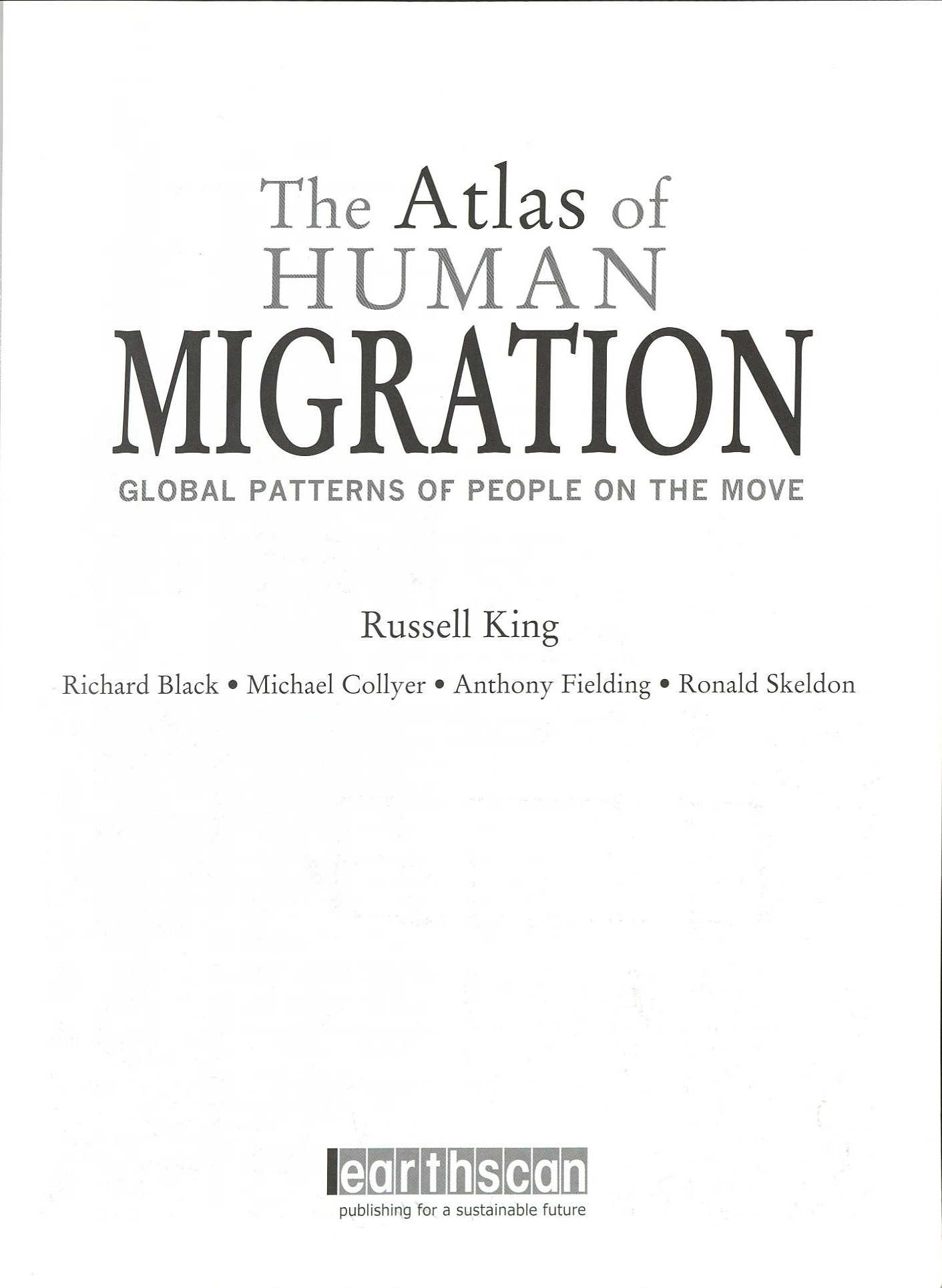

Earthscan est un éditeur de livres et de revues en anglais sur le changement climatique, le développement durable et les technologies environnementales, destiné aux universitaires, professionnels et généralistes.

## Histoire
Earthscan a été fondé par l’Institut international pour l’environnement et le développement (IIED) dans les années 1980. Devenu éditeur indépendant, il imprimait encore de nombreux livres issus de la recherche de l'IIED.      
En mars 2010, Earthscan a remporté trois prix de l'édition indépendante, dont le premier prix de l'éditeur indépendant de l'année, devenant ainsi la deuxième maison d'édition à remporter trois prix de l'édition indépendante en une seule année.   
Les auteurs publiés par Earthscan sont notamment Lester Brown, Walt Patterson, Al Gore (La Terre dans la balance ), le GIEC, Tim Jackson (Prospérité sans croissance), Amory Lovins (Capitalisme naturel), Molly Scott Cato, Jonathon Porritt, Felix Dodds, Chris Goodall (How vivre une vie sobre en carbone), Oliver Payne (Inspirer un comportement durable: 19 façons de demander le changement), Clive Hamilton (Requiem pour l'espèce humaine) et Sakiko Fukuda-Parr.